# Constitución de Letonia
La Constitución de Letonia (en letón: Satversme) es la ley fundamental de la República de Letonia. Es la constitución más antigua de Europa del Este que sigue vigente y la sexta ley fundamental republicana más antigua que todavía funciona en el mundo. Fue aprobada por, como en ella misma se indica, el pueblo de Letonia, escogida libremente y adoptada en la Asamblea Constitucional, el 15 de febrero de 1922, entrando en vigor el 7 de noviembre de 1922. En su desarrollo los diputados se guiaron principalmente por la constitución de Weimar de Alemania.
Tras el golpe de Estado de 1934 se aprobó una declaración en la que se asignaba funciones del parlamento al Consejo de Ministros, hasta que una nueva constitución se redactara, por lo que se suspendió parcialmente la Constitución en vigor. Esta nueva constitución nunca fue redactada, y durante la Segunda Guerra Mundial Letonia fue anexada por la Unión Soviética. En 1990 el parlamento de la República Socialista Soviética de Letonia declaró la anexión de Letonia, ilegal, ya que se hizo ignorando la Constitución de Letonia, y por tanto la constitución -como República de Letonia- todavía existía «de jure», así se restauró la independencia de Letonia. La Constitución, salvo los artículos 1, 2, 3 y 6, fue suspendida por la misma declaración para poder ser revisada; finalmente fue completamente puesta en vigor por la primera asamblea celebrada de la quinta Saeima el 6 de julio de 1993.
Un capítulo sobre los derechos humanos se añadió mediante una enmienda del año 1998.

## Historia
La Constitución fue elaborada por la Asamblea Constitucional de Letonia (Satversmes sapulce), que constaba de 150 miembros elegidos por sufragio universal. El borrador inicial fue preparado por un comité constitucional (Satversmes komisija) siendo influido por las ideas de la Constitución de Weimar y se componía de dos partes. En la primera parte fueron reguladas las entidades del estado, mientras que en la segunda se pusieron las bases de los derechos y deberes de los ciudadanos. El comité presentó su trabajo el 20 de septiembre de 1921; la primera parte de la Constitución fue aprobada el 15 de febrero de 1922, mientras que la segunda fue rechazada el 5 de abril de 1922. El 20 de junio de este año se aprobó una ley que ordenaba la entrada en vigor de la Constitución a las doce de la mañana del 7 de noviembre de 1922.
El 15 de mayo de 1934, se produjo un golpe de Estado liderado por Kārlis Ulmanis; el posterior gabinete de Ulmanis aprobó una declaración para asignar las funciones del Saeima al Consejo de Ministros, hasta que una nueva constitución fuera redactada, cosa que nunca sucedió.
Durante la Segunda Guerra Mundial se estableció un gobierno soviético y fue elegido un nuevo parlamento llamado «Saeima Popular de Letonia». La legalidad de este parlamento y sus decisiones es objeto de controversia -los soviéticos consideran que la Constitución fue anulada por el golpe de Ulmanis, por lo que el "Saeima Popular» nunca se podría anular formalmente. Sin embargo, abogados e historiadores letones observan que la constitución estaba todavía en vigencia desde la declaración de Ulmanis que asignó las funciones de la Saeima al gobierno y no canceló ninguna parte de la constitución. Por otro lado el «Saeima Popular» fue elegido de acuerdo con la Constitución de la República Socialista Federativa Soviética de Rusia, y no de acuerdo con la de Letonia, por lo tanto no tenía ningún derecho legal para legislar, y por ello se declara que la adhesión a la Unión Soviética rompió el primer artículo de la  Satversme .
Tras declarar su adhesión a la Unión Soviética, el «Saeima Popular» aprobó una Constitución de la República Socialista Soviética de Letonia sobre la base de la Constitución Soviética de 1936. El 4 de mayo de 1990, el Consejo Supremo de la República de Letonia declaró a Letonia independiente y aprobó los artículos 1, 2, 3 y 6 de la Constitución de 1922. El resto de la constitución se mantuvo en suspenso hasta que se revisó para adaptarse a la situación nueva, así la constitución fue completamente puesta en vigor por la quinta Saeima del 6 de julio de 1993, de acuerdo con el artículo 14 de la ley «Sobre la organización del trabajo del Consejo Supremo de la República de Letonia».

## Descripción
La Constitución establece cinco órganos de gobierno - el Saeima, el Presidente, el Consejo de Ministros, el Tribunal de Justicia y la Oficina de Auditoría del Estado. La Constitución de Letonia es una constitución codificada y actualmente consta de 116 artículos dispuestos en ocho capítulos:
- Capítulo 1: Disposiciones generales (artículos 1-4)
- Capítulo 2: Saeima (artículos 5-34)
- Capítulo 3: El Presidente (artículos 35 a 54)
- Capítulo 4: El Consejo de Ministros (artículos 55 a 63)
- Capítulo 5: Legislación (artículos 64 a 81)
- Capítulo 6: Tribunal de Justicia (artículos 82 a 86)
- Capítulo 7: Oficina de Auditoría del Estado (artículos 87 a 88)
- Capítulo 8: Derechos humanos (artículos 89 a 116)

## Principios
Los artículos 1, 2, 3 y 6, que establecen la base jurídica del sistema político del estado, fueron los primeros en ser adoptados después de la restauración de la independencia de 1991. Estos artículos, junto con los artículos 4 y 77, únicamente pueden ser modificados por referéndum nacional:

1. Letonia es una república democrática independiente.
 2. El poder soberano del Estado de Letonia reside en el pueblo de Letonia.
 3. El territorio del Estado de Letonia, dentro de los límites establecidos por los acuerdos internacionales, consta de Vidzeme, Letgalia, Kurzeme y Zemgale.
 4. La lengua letona es el idioma oficial de la República de Letonia. La bandera nacional de Letonia será de color rojo con una banda de color blanco.
 6. El Saeima será elegido con elecciones de sufragio universal directo y igualitarias, y por voto secreto basado en la representación proporcional.
 77. Si el Saeima modifica el primero, segundo, tercero, cuarto, sexto o setenta y siete artículos de la Constitución, las mencionadas enmiendas, antes de la entrada en vigor, deben ser sometidas a un referéndum nacional.

## Enmiendas
Las directrices para las enmiendas se discuten en los artículos 76 a 79 de la Constitución; las enmiendas a los artículos de la Constitución se pueden hacer, en la mayoría de los casos, por el Saeima, excepto los artículos 1, 2, 3, 4, 6, 77, que requieren el uso de un referéndum.
Durante el periodo de entreguerras las enmiendas fueron escasas -solo se hizo una modificación y se aprobó otra, pero nunca entró en vigor, debido al golpe de Estado. Desde de la restauración de la independencia en 1991, se han realizado ocho cambios: en 1994 se redujo la edad para votar de 21 a 18 años, en 1996 se estableció el Tribunal Constitucional; en 1997 se modificaron los artículos que regulan las elecciones y funciones del Saeima, el presidente y el Gobierno. En 1998, después de añadir el octavo capítulo -los derechos fundamentales humanos- a la constitución, se le concedió estatus de lengua oficial en el letón, se cambiaron las reglas para la celebración de un referéndum para modificar los artículos 4 y 77 y fue completamente modificado el artículo 82; actualmente este último define los tipos de tribunales de Letonia.
En el 2002 se introdujeron normas para que los miembros del Saeima prometan solemnemente fidelidad a la nación para obtener el mandato. La oficialidad de la lengua nacional de Letonia se aseguró todavía más por lo que es el único idioma que se utiliza en las oficinas gubernamentales y en las estructuras municipales. El año 2003 se aprobaron varias enmiendas para que Letonia pudiera unirse a la Unión Europea. En 2004 fueron aprobados otros derechos para el presidente y los ciudadanos, y en el 2006 se añadió una enmienda que define el matrimonio como la unión entre hombre y mujer. En el 2007 se modificó el artículo 40 y el 81 fue abolido. El 19 de junio de 2014, el preámbulo fue modificado. Fue presentado previamente en el 2013, por el juez Egils Levits del tribunal europeo, donde se describe todos los valores básicos de la República de Letonia.